# Ruth Coppinger

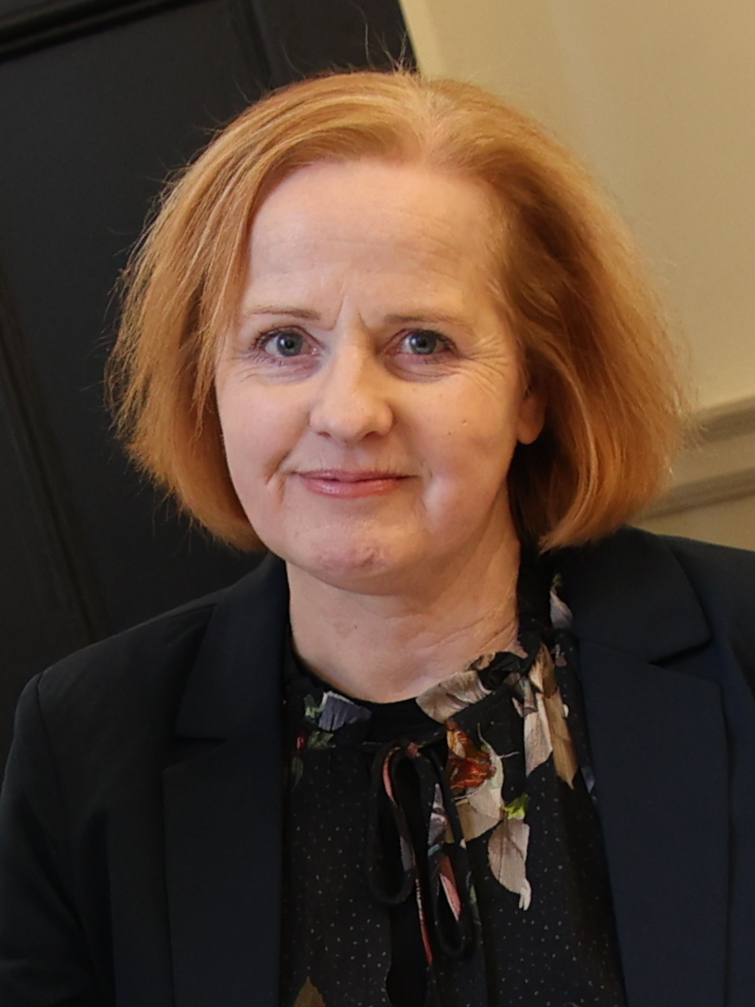
Ruth Coppinger (2024)

Ruth Coppinger (* 18. April 1967 in Dublin) ist eine irische Politikerin und Abgeordnete, Teachta Dála, im irischen Unterhaus Dáil Éireann.

## Leben
Ruth Coppinger wuchs in einer Sozialwohnung in Nutgrove, im Süden Dublins, mit weiteren elf Geschwistern auf. Sie studierte am University College Dublin und arbeitete als Lehrerin an einer weiterführenden Schule.
2003 rückte sie in den Fingal County Council nach, als Joe Higgins seinen Sitz aufgab. Sie verblieb in dem Gremium bis 2014. 2011 versuchte sie erfolglos bei einer Nachwahl im Wahlbezirk Dublin West für die Socialist Party einen Sitz zu gewinnen.
Bei einer weiteren Nachwahl 2014 trat sie dann für die Anti-Austerity Alliance (AAA) an und wurde in den Dáil gewählt. Sie konnte diesen Erfolg bei den Wahlen 2016 wiederholen.
Die bereits bestehende Zusammenarbeit mit der sozialistischen Partei People Before Profit wurde intensiviert. 2017 benannte sich die AAA in Solidarity um und bildete die gemeinsame Liste Solidarity–People Before Profit (ab 2020: People Before Profit/Solidarity). 2020 konnte sie ihren Erfolg nicht mehr wiederholen und verlor ihren Sitz. Sie versuchte sodann, für den Seanad Éireann auf der Liste der National University of Ireland zu kandidieren. Coppinger erreichte jedoch nicht die notwendige Stimmenanzahl.
Bei den Wahlen zum Dáil Éireann 2024 konnte sie hingegen ihr früheres Mandat zurückerobern.
Coppinger setzt sich politisch für Frauenrechte – insbesondere für die Legalisierung des Schwangerschaftsabbruchs und der Bekämpfung von häuslicher Gewalt – ein.
Ruth Coppinger war seit 2007 mit Imran Adil Siddiq Khan verheiratet, der 2024 verstarb. Sie hat eine Tochter und lebt im Dubliner Stadtteil Blanchardstown/Mulhuddart. Ihr älterer Bruder Eugene Coppinger saß ebenfalls für die Socialists Party im Fingal County Council.